# Wilhelm Bülow
Ernst David Wilhelm Bülow, eigentlich Bülau (* um 1811 in Berlin; † 1864 ebenda), war ein deutscher Maler, Zeichner und Lithograf.

## Leben

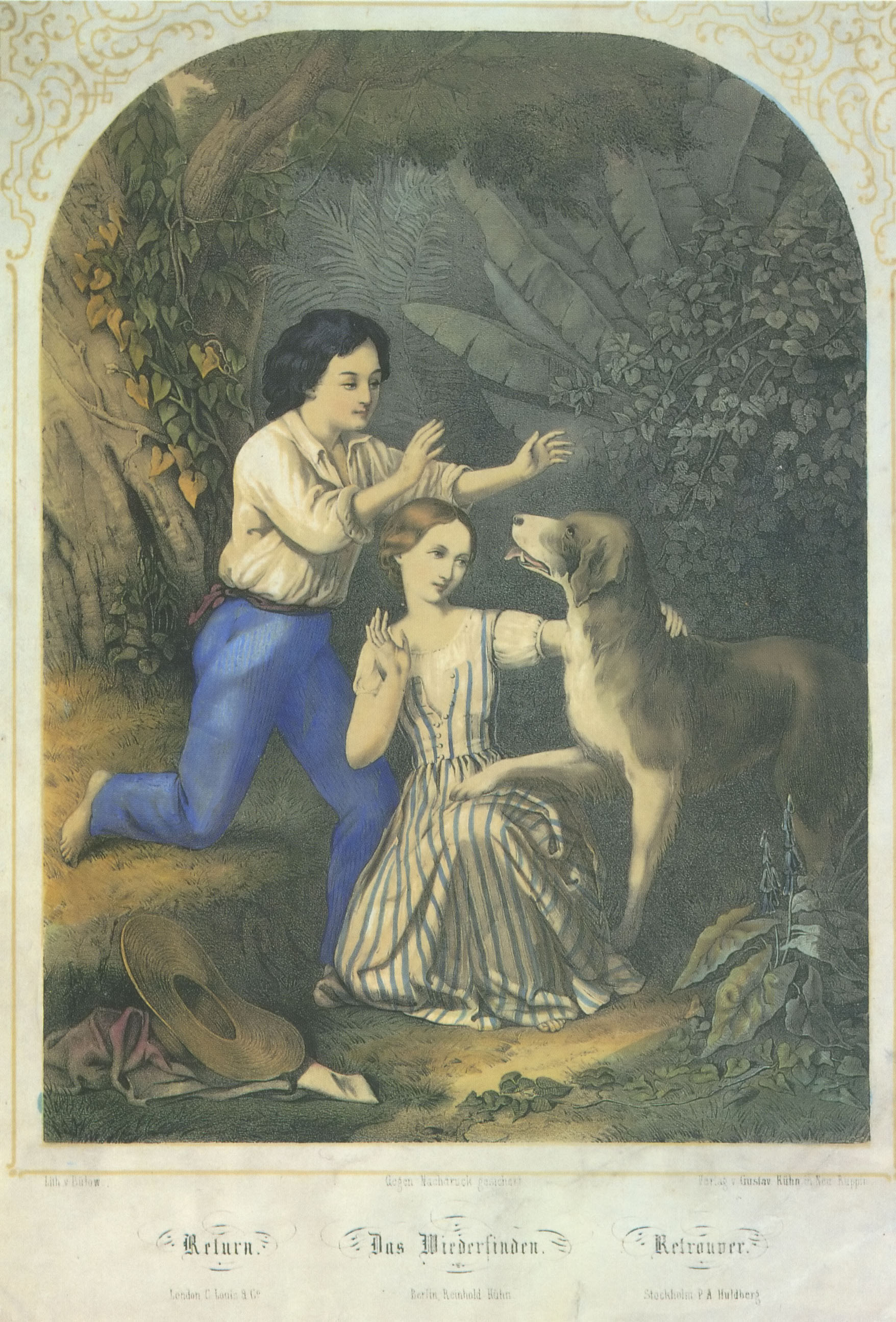
Chromolithografie „Return“, „Das Wiederfinden“, „Retrouver“;
Kooperation C. Louis & Co., London; Reinhold Kühn, Berlin; P. A. Huldberg, Stockholm; Verlag Gustav Kühn, Neu-Ruppin, 1842

Wilhelm Bülow studierte 1830/31 an der Akademie der Künste in Berlin bei Carl Friedrich Hampe. Er war Schüler der Landschaftsmaler Ferdinand Aldefeld und Johann Gottlob Samuel Rösel sowie des Genremalers und Radierers Eduard Pistorius. Um 1838 ließ er sich als Maler und Zeichner in Berlin nieder. Nach anfänglicher Landschaftsmalerei wandte er sich der Genre- und Porträtmalerei zu. Er malte in Öl, Kreide und mit bunten Stiften, ab 1840 auch als Lithograf beim Verleger Gustav Kühn, wo er insbesondere Vorlagen für Neuruppiner Bilderbogen produzierte.
1828 und 1844 war er auf den Ausstellungen der Akademie der Künste mit Porträts vertreten. Um 1859 wurde er Professor und Königlicher Hofgemälderestaurator. Wohnung und Atelier hatte er zuletzt im Berliner Schloss. Dort lebte auch sein Sohn, der spätere Hofmaler Paul Bülow.